# Xestoleberis delamarei
Xestoleberis delamarei is een mosselkreeftjessoort uit de familie van de Xestoleberididae. De wetenschappelijke naam van de soort is voor het eerst geldig gepubliceerd in 1953 door Hartmann.